# Planet Hollywood Resort & Casino
Planet Hollywood Las Vegas is een hotel en casino op de Las Vegas Strip in de Amerikaanse stad Las Vegas. Het resort was voorheen bekend onder namen als "The Aladdin" en na de renovatie als "The New Aladdin". Starwood Hotels & Resorts Worldwide vormde het hotel om tot een Sheraton Hotel en neemt de uitbating van het hotel voor haar rekening. Planet Hollywood baat de rest van het complex uit onder het merk Planet Hollywood.
De eigenaar is ObBiz, een vennootschap van Robert Earl, Bay Harbour Management en Starwood Hotels & Resorts Worldwide.
Het casino werd voor het eerst geopend in 1963 onder de naam "Tally-Ho". De naam werd in 1964 veranderd in King's Crown, maar het casino ging na zes maanden failliet toen het zijn goklicentie verloor.
In 1966 werd King's Crown overgenomen door Milton Prell, die het hotel renoveerde voor 3 miljoen dollar. Onder meer werd een nieuwe zaal "Bagdad Theater" met 500 zitplaatsen ingericht. Prell veranderde de Engelse sfeer van het hotel in een Arabische sfeer van 1001 nacht, maar de originele vleugels in Tudorstijl werden behouden.
The Aladdin werd geopend op 1 april 1966, met een regen van bloemblaadjes die op de gasten neerdwarrelden toen ze de hal inwandelden.
Prell introduceerde een innovatieve zaalpolitiek door gratis of tegen een minimale prijs twee keer per avond drie verschillende shows aan te bieden.
Iets meer dan een jaar na de opening, vond het huwelijk van Elvis Presley en Priscilla plaats in The Alladin.